# Baqiangzi
Baqiangzi (kinesiska: 八墙子乡, 八墙子) är en socken i Kina. Den ligger i den autonoma regionen Xinjiang, i den nordvästra delen av landet, omkring 470 kilometer öster om regionhuvudstaden Ürümqi. Antalet invånare är 2 037. Befolkningen består av 967 kvinnor och 1 070 män. Barn under 15 år utgör 26,0 %, vuxna 15-64 år 69 %, och äldre över 65 år 4,0 %.
Genomsnittlig årsnederbörd är 200 millimeter. Den regnigaste månaden är juni, med i genomsnitt 44 mm nederbörd, och den torraste är januari, med 3 mm nederbörd.